# География на Далмация
Географски, в голямата ѝ част, Далмация е заета от Динарските планини, простиращи се в 2 относително обособени успоредни вериги – от северозапад на югоизток.
По адриатическите брегове климатът е средиземноморски, а във вътрешността на страната е умерено средиземноморски. В планините на Далмация зимите са мразовити и заснежени, а летата – горещи и сухи. На юг зимите са по-меки.

## История
Античното и класическо римско разбиране за Далмация обаче е друго. Римляните включвали към Далмация и съседната покрай крайбрежието земя (в дълбочина) до адриатическо-черноморския вододел, т.е. Херцеговина, даже понякога с Босна. По тази причина обхвата на Далмация е понятие с редица условности.

## Граници
Съвременното и средновековно разбиране за обхвата на Далмация е това за крайбрежната зона или пояс по адриатическото крайбрежие (със средна дълбочина от 5 – 6 км), простиращо на североизток от Истрия (с т.нар. Хърватско приморие) до Которския залив на югоизток. Някои автори включват в Далмация и черногорското крайбрежие (без т.нар. Бърда), най-вече по културно-исторически причини.

## Физикогеография
Далмация представлява един дълъг триъгълник, обърнат в основата си на северозапад, а с острия си връх – на югоизток. Разликите в обхвата на тази територия идват от вътрешното ѝ разграничение спрямо съседната и близка до нея Херцеговина. 
Най-големите далматински планини са Динара, Мосор, Свилая, Биоково, Мосец, Велики Козяк и Мали Козяк. Собствено Далмация включва исторически крайбрежния район между Истрия и Которския залив, в т.ч. и планината Орен, издигаща се на 1894 м надморска височина в Черна гора. Иначе, най-високият връх е Динара (1913 m), който не е крайбрежен, а от крайбрежните по височина се нареждат Биоково (със Свети Юре – 1762 m) и Велебит (с Вагански връх – 1758 m), макар че Велебит не е отнасян собствено към Далмация.
Характерното и типично за Далмация е т.нар. далматински тип бряг с многобройните далматински острови. Най-големите далматински острови са Брач, Корчула, Дуги оток, Млет, Вис, Хвар, Паг и Пашман. Основните реки в Далмация са Зръманя, Кръка, а собствено – Цетина и Неретва.
В Далмация се намират и няколко природни национални парка на Хърватия.

## Стопанство
През вековете много от горите в Далмация са били изсечени и на тяхно място са израсли храсти и треви, т.е. в голямата си част Далмация е обезлесена. Вечно зелена растителност има само по крайбрежието. Почвите са като цяло неплодородни, освен в равнинните полета. Като цяло най-разпространените селскостопански култури са маслините и гроздето. Единствените по-големи равнинни площи в Далмация, подходящи за развитието на земеделски култури са Равни котари и долината на делтата на Неретва. На тези две места се отглеждат лозя, маслини, тютюн, мандарини, портокали и киви.
Енергийните ресурси на Далмация са оскъдни, като електроенергията се произвежда основно от водноелектрически централи. Има значителни залежи на боксит в областта. Единствения индустриален център в, и на, Далмация е Сплит.